# Hammermuseum Frankfurt

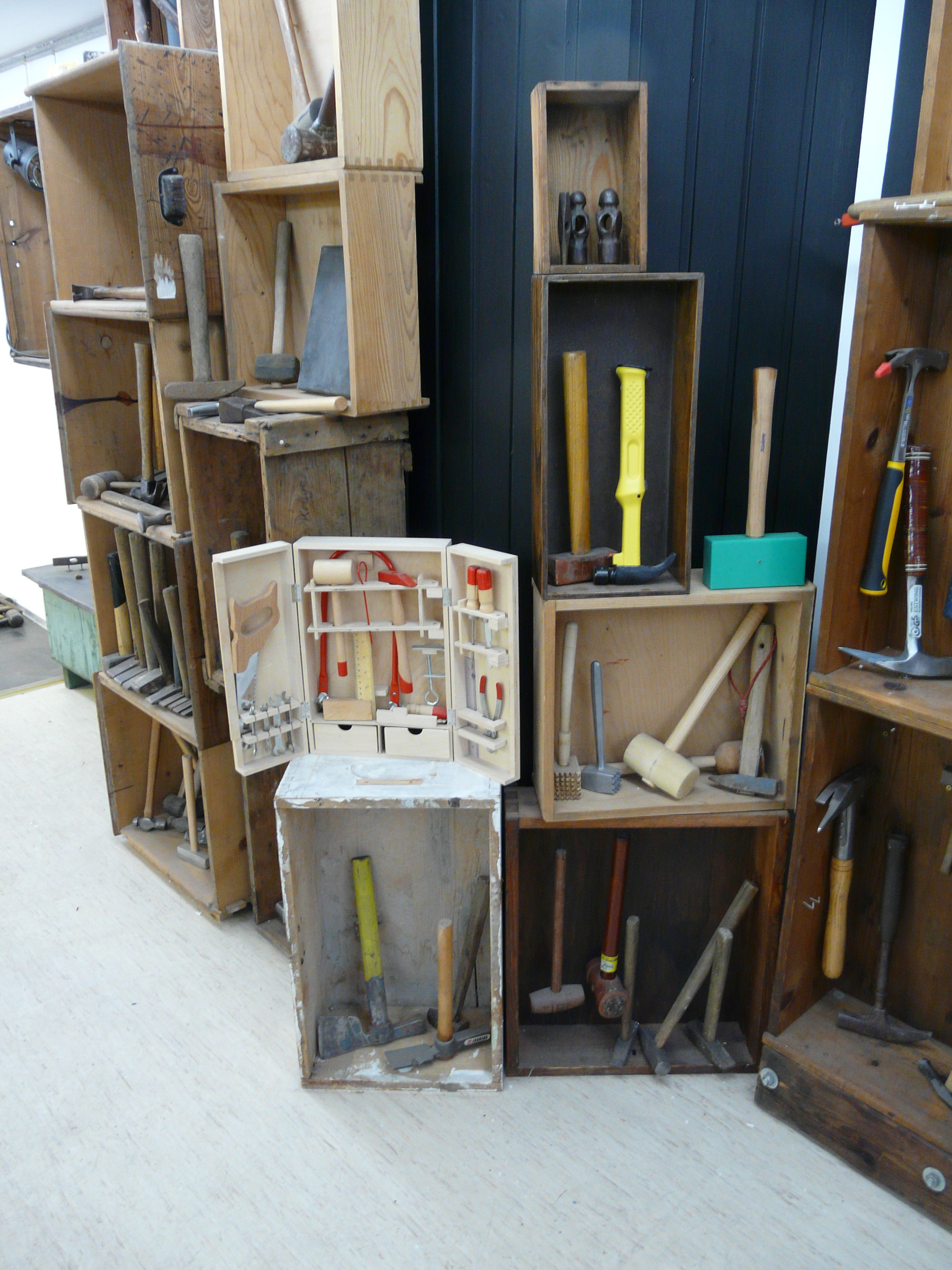

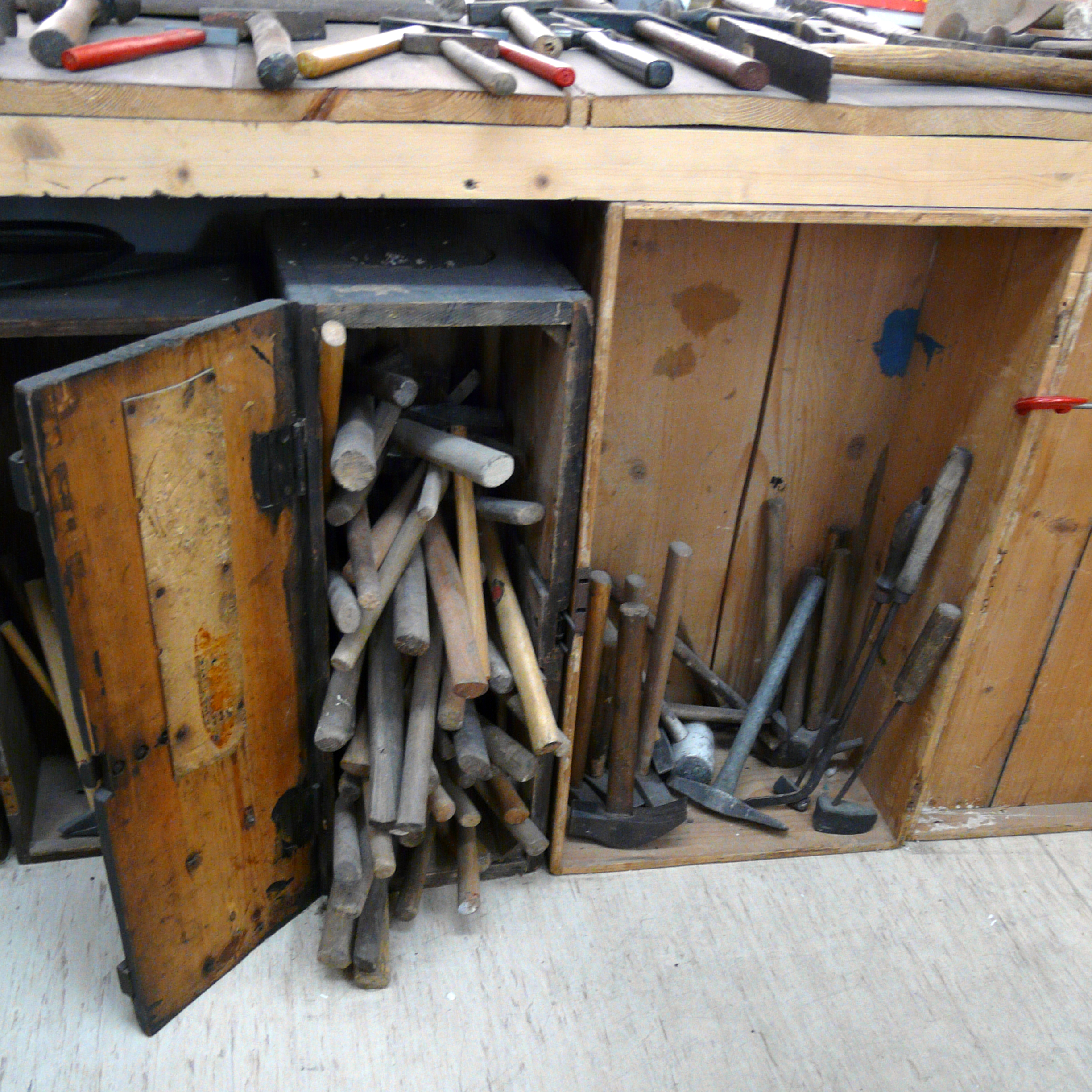

Das Hammermuseum in Frankfurt am Main stellte eine Sammlung von Hämmern öffentlich aus.

## Die Sammlung
Der Künstler Oskar Mahler hatte die Sammlung zusammengetragen, die auf der Galerie im ersten Stock in der Schuhmacherei Lenz zu besichtigen war. Die Ausstellung war didaktisch nicht aufbereitet, Mahler sprach selbst von einem im Aufbau befindlichen Museum („work in progress“). Zusammengetragen wurden Hämmer aus allen Epochen und für alle erdenklichen Verwendungen. Die Vielfalt der Hammerformen ist schier unerschöpflich. Die Sammlung enthielt auch Exemplare, deren Funktion niemand erklären konnte.
Nach dem Hammermuseum in Hannover war es die zweitgrößte Hammersammlung Deutschlands, die Präsentation war weltweit einzigartig, da sie auch Bildende Kunst integrierte. Hier wurden unter anderen Man Ray, Marcel Duchamp, Andy Warhol, Yoko Ono und Louise Nevelson zitiert und Bezüge zu anderen Museen Frankfurts geschaffen. Auch von Oskar Mahler gefertigte Skulpturen, die den Hammer und die Schlagwirkung zum Thema haben, wurden dort ausgestellt.
Das Museum wurde am 8. August 2005 eröffnet und schloss am 28. März 2019.

## Der Ort
Das Museum befand sich im Zwischengeschoss der Schuhmacherei Lenz in der Münchener Straße 36 im Frankfurter Bahnhofsviertel. Es hatte, wie es hieß, dem Viertel mit seinem problematischen Image einen Impuls gegeben, so einen lebendigen Ort an einem kulturell unterversorgten Standort geschaffen und das Bahnhofsviertel auch für Kulturinteressierte attraktiv gemacht.

## Schließung
Wegen statischer Probleme des Gründerzeitbaus schloss das Museum zum 28. März 2019. Zuvor musste bereits die Anzahl der gleichzeitigen Besucher auf 15 eingeschränkt und aus Gewichtsgründen auf die Ausstellung neuer Exponate verzichtet werden. Darüber hinaus war die Herstellung eines barrierefreien Zugangs nicht möglich.